# Skoky na lyžích na Zimních olympijských hrách 2010
Skoky na lyžích v rámci ZOH 2010 probíhaly ve Whistleru mezi 12. a 22. únorem 2010. Byly rozdány tři sady medailí.

## Medailové pořadí zemí

### Celkové pořadí
| Pořadí | Země            | Zlato | Stříbro | Bronz | Celkově |
| ------ | --------------- | ----- | ------- | ----- | ------- |
| 1.     | Švýcarsko (SUI) | 2     | 0       | 0     | 2       |
| 2.     | Rakousko (AUT)  | 1     | 0       | 2     | 3       |
| 3.     | Polsko (POL)    | 0     | 2       | 0     | 2       |
| 4.     | Německo (GER)   | 0     | 1       | 0     | 1       |
| 5.     | Norsko (NOR)    | 0     | 0       | 1     | 1       |
|        | Celkem          | 3     | 3       | 3     | 9       |

## Medailisté

### Muži
| Disciplína            | Zlato                                                                                    | Výkon  | Stříbro                                                                      | Výkon  | Bronz                                                                      | Výkon  |
| --------------------- | ---------------------------------------------------------------------------------------- | ------ | ---------------------------------------------------------------------------- | ------ | -------------------------------------------------------------------------- | ------ |
| střední můstek        | Simon Ammann · Švýcarsko (SUI)                                                           | 276.5  | Adam Małysz · Polsko (POL)                                                   | 269.5  | Gregor Schlierenzauer · Rakousko (AUT)                                     | 268.0  |
| velký můstek          | Simon Ammann · Švýcarsko (SUI)                                                           | 283.6  | Adam Małysz · Polsko (POL)                                                   | 269.4  | Gregor Schlierenzauer · Rakousko (AUT)                                     | 262.2  |
| velký můstek družstva | Rakousko · Wolfgang Loitzl · Andreas Kofler · Thomas Morgenstern · Gregor Schlierenzauer | 1107.9 | Německo · Michael Neumayer · Andreas Wank · Martin Schmitt · Michael Uhrmann | 1035.8 | Norsko · Anders Bardal · Tom Hilde · Johan Remen Evensen · Anders Jacobsen | 1030.3 |